# Joe Menke
Joe Menke (* 1. April 1925 in Greven; † 6. Februar 2001) war ein deutscher Schlagerkomponist, Musikproduzent und Gründer des „Tonstudios Maschen“ (Landkreis Harburg), der insbesondere als Musikproduzent der deutschen Country-Gruppe Truck Stop bekannt geworden ist.

## Werdegang
Menke studierte Violine, Posaune und Klavier an der Musikschule Rheine und wurde im August 1942 zum Musikzug „SA-Standarte Feldherrenhalle“ einberufen. Nach dem Krieg gründete er im Februar 1948 das Geller-Quintett (mit Hans Blum), aus dem 1951 das Hansen-Quartett hervorging. Beim Hansen-Quartett lernte er Nana Gualdi kennen und blieb beim Quartett bis Juni 1953. Danach war er in der Gründungsformation der Formation „Die Starlets“, bei denen ab Mai 1952 wiederum auch Nana Gualdi mitsang. Ab 1954 war Menke mit Adriana Klein alias Nana Gualdi verheiratet, Sohn Thomas wurde im selben Jahr geboren. Die Ehe zerbrach jedoch nach kurzer Zeit.
Eine weitere Gattin von Joe Menke war Karin Menke, die bei den Les Humphries Singers im Maschener Studio aushilfsweise mitgesungen hatte. Weitere Kinder waren Alexander und Franziska (Frl. Menke; * 4. November 1960).

## Kompositionen

Mona Baptiste – Halt! Halt! (Halt' doch Deinen Mann fest)

Nana Gualdi – Oh la la der Calypso ist da

Leo Leandros – Alle Mädchen wollen küssen

Menke begann zunächst sowohl als Textautor als auch als Komponist, auch unter dem Pseudonym Joe Homsen. Seine erkennbar erste Komposition war Monbijou aus Paris für Lys Assia (aufgenommen am 30. August 1951), es folgte für Angèle Durand Ich drück' die Daumen (B-Seite von Wie wär’s denn; Mai 1953). Die Starlets übernahmen Spiel mir einen Boogie auf der Mundharmonika (1955), Mona Baptiste sang seine Komposition Halt! Halt! (Halt doch Deinen Mann fest) (B-Seite von O Jackie-Joe; Dezember 1955). Seine Ex-Frau Nana Gualdi brachte als B-Seite von Ich möchte gar kein Engel sein den Titel Die Männer mit den grauen Schläfen heraus (1956). Im Duett mit Werner Overheidt sang Nana Gualdi danach die Menke-Komposition Wo ist der Mann (November 1957), die mit einem Rang 10 der deutschen Hitparade der erste Hit für Joe Menke als Komponist wurde. 1958 übernahm Gualdi Oh La La, der Calypso ist da.
Für Leo Leandros schrieb Menke den Titel Alle Mädchen wollen küssen, der im März 1959 als B-Seite von Carmen Ramona ausgewählt wurde. Doch es sollte die B-Seite sein, die spätere Erfolge erreichte. Denn Lance Fortune brachte im Januar 1960 eine englische Version unter dem Titel Be Mine heraus (Großbritannien Rang 4), bevor Peter Kraus den deutschen Titel aufgriff und ihn am 1. März 1960 auf den Markt brachte (deutsche Hitparade Rang 15). Die Toten Hosen ließen aus ihrer LP Rote Rosen 1987 die Single Alle Mädchen wollen küssen auskoppeln.
Siw Malmkvist wählte Menkes Komposition Der Vogel Baion als B-Seite von Augustin, präsentiert auf den schwedischen „Melodifestivalen“ am 21. Januar 1959. Dieter Thomas Heck & Eva May übernahmen im Juni 1969 den Bummel-Fox, die in der DDR singende Bärbel Wachholz griff auf Und dann nahm er meine Hand zurück (1959). Liselotte Malkowsky übernahm Ein Seemann bleibt nicht zuhause (aufgenommen am 1. September 1959) und Schöne Insel Hawaii (4. September 1959). Für Caterina Valente schrieb er Rosalie, mußt nicht weinen (Oktober 1960, Rang 7), Schenk mir Deine Liebe übernahmen Maria & Franco Duval (B-Seite von Das Lied vom Glück, Oktober 1960). Die vorerst ranghöchste Menke-Komposition entstand für Die Tramps unter dem Titel Am Missouri (Oktober 1961, Rang 4).
Menkes Schöpfung Sing kleiner Vogel für Ann-Louise Hanson wurde Letzter bei den Deutschen Schlager-Festspielen am 17. Februar 1962 (Hitparade Rang 48). Unter dem Pseudonym Joe Homsen entstand die Musik für Du bist niemand, wenn niemand Dich lieb hat für Ivo Robic und Schau Dich nicht um für eine EP von ihm (1962). Ted Herold & Lill Babs versorgte er mit Wir jungen Leute und Tschau Tschau auf Wiedersehn für eine KaDeWe-Flexi-Werbesingle (1962). Für René Kollo schrieb Menke eine Vielzahl von Schlagern, darunter Davon träumen alle jungen Leute im Duett mit Monika Grimm – eine Werbe-Flexie-Single für Hertie (Alsterhaus; 1962) –, Schöne Rose vom Rio Grande (September 1963), Alles Glück auf dieser Welt (Musik und Text) – einer der 6 ausgesuchten Titel für die am 27. Februar 1965 ausgestrahlte Sendung Ein Lied für Neapel – oder Rot war ihr Mund (Juni 1965).
Inzwischen verfasste Menke den Schotten-Twist für Alice und Ellen Kessler (Oktober 1963), Sweet Fräulein für Hans Messner (Oktober 1963) oder Der Boy meiner Träume für Sonnie (Oktober 1964). Marion Litterscheid wurde mit Liebe auf den ersten Blick / Mister Boyfriend die Gewinnerin des Pepsi-Cola-Talentwettbewerbs 1964 in Hannover und übernahm Versprich mir nicht zu viel (B-Seite von Terry; 1965), bevor sie ihre großen Erfolge feiern konnte. Für die Tramps verfasste Menke den Titel Weiße Taube vom Red River Valley (1964), ein früher Vorläufer der deutschsprachigen Country-Musik der Truck Stop. Ivo Robic übernahm 1964 Schau Dich nicht um, später Wer so jung ist wie Du (B-Seite von Rot ist der Wein; 1966). Die Rattenfänger erhielten die deutsche Version Hart wie ein Stein (1966), Tony Sheridan brachte Alles aus Liebe zu Dir heraus (B-Seite von Wolga-Lied; 1966), Wencke Myhre übernahm Wenn das kleine Wörtchen Wenn nicht wär (B von Flower-Power-Kleid) (1968), für Michael Reinecke textete er Glaube daran (1969). Daliah Lavi übernahm Sing mir das Lied von der Liebe (1976). Sein größter Erfolg als Komponist war eines seiner letzten Werke, nämlich für Boney M. der Titel Belfast (veröffentlicht am 19. September 1977, Rang 1), das Menke zusammen mit James Robert „Jimmy“ Bilsbury (Mitgründer der Les Humphries Singers) und Drafi Deutscher verfasste.

## Tonstudio
Im Jahre 1964 begann Joe Menke, ein eigenes Tonstudio im Keller seines Wohnhauses in Maschen einzurichten. Die Diskografie der frühen Studioaufnahmen ist lückenhaft. Reinhard Mey kam als einer der ersten 1965 nach Maschen, als der mit deutschem Text von Joe Menke versehene Donovan-Hit Catch The Wind (Geh und fang den Wind) eingespielt wurde. Es war Meys Debüt-Single, dabei hatte Menke sich den Namen falsch als „Rainer May“ notiert. Die unterbewertete Liverpooler Beatband The Remo Four nahm Anfang 1967 ihre einzige LP Smile! bei Joe Menke auf. Drei deutsche Beatbands fanden ebenfalls den Weg nach Maschen. Die Debüt-LP A Deeper Blue der Petards entstand nach Juni 1967 innerhalb von zwei Tagen in den Studios von Joe Menke und verkaufte nach Veröffentlichung am 4. November 1967 insgesamt 75.000 Exemplare. Die Single Skinny Eleonore der The German Bonds entstand im Juli 1968 hier, The Rattles waren am 11./12. November 1968 im Studio für die Single Mr. … / …Keep Your Hands Off My Sister mit einem an (I Can’t Get No) Satisfaction erinnernden Intro.
Die Les-Humphries-Singers-LP The New Freedom Singers (anderer Titel: Put Your Hand in The Hand) entstand 1970 mit mehrfachem Stimmen-Overdub, um die noch mitgliederschwache Gruppe voluminöser klingen zu lassen. Die Single-Auskopplung To My Father’s House war im Oktober 1970 Nummer-eins-Hit für 4 Wochen in den Niederlanden und Belgien, der LP-Titel Zeig mir den Weg war von Menke verfasst worden. Die deutsche Progressive-Rock-Gruppe Lucifer’s Friend ließ ihre gleichnamige LP im November 1970 einpegeln. Die Progressive-Rock-Band Eulenspygel nahm in Maschen ihre LP „2“ zwischen dem 19. und 21. Juli 1971 auf.
Ab 1972 wurde in 16-Spurtechnik aufgenommen. Hierzu gehörte bereits die Brave-New-World-LP Impressions on Reading Aldous Huxley (1. bis 3., 7. und 14. Mai, 9. und 11. Juni, Abmischung 11., 24. und 26. Juni 1972). Die Thirsty Moon Debüt-LP You’ll Never Come Back entstand im Juli 1973, die LP All die weil ich mag der Folk-Rock-Band Ougenweide entstand in Menkes Studios 1974. Auch Marius Müller-Westernhagen kam hier zwischen dem 9. und 30. Oktober 1974 für seine Debüt-LP hin, die unter dem Titel Das erste Mal erschien. Seine zweite LP Bittersüß entstand im August und Dezember 1976. AC/DC nahm am 15. September 1976 die nie veröffentlichte Single I’m A Rebel auf, nachdem eine Flasche Whisky konsumiert worden war. Die LP Baccara des gleichnamigen spanischen Frauenduos wurde teilweise ab Mai 1977 in Maschen aufgenommen. Sie enthielt auch die Hits Yes Sir, I Can Boogie und Sorry I’m a Lady, die aber nicht in Maschen entstanden. Auch ihre zweite LP Light My Fire wurde im Juli/August 1978 fast komplett in Maschen aufgenommen (Produzent: Günther Zipelius). Volker Lechtenbrinks LP Wer spielt mit mir entstand hier zwischen Dezember 1981 und Januar 1982, die LP Silverbird vom Schotten Ian Cussick wurde 1981/82 verewigt.
Joe Menkes Tochter Franziska hatte bereits als 2-Jährige viele Künstler in den Tonstudios ihres Vaters beobachtet. Er nahm mit ihr Anfang 1982 insgesamt 4 Titel auf, die von Harry Gutowski produziert wurden und für eine EP gedacht waren. Polydor plante zunächst, den Titel Komm Computer als Single aus der EP auszukoppeln. Aufgrund des regionalen Airplays entschloss sich das Label jedoch für die Single Hohe Berge / Du musst mein Zufall sein (Polydor #2042 390), die im April 1982 unter dem Künstlernamen Frl. Menke veröffentlicht wurde. Sie wurde der Neuen Deutschen Welle zugeordnet, verkaufte rund 2,5 Millionen Exemplare und wurde damit zum umsatzstärksten Produkt aus dem Maschener Studio.

## Truck Stop

Truck Stop – Der wilde wilde Westen

Menke produzierte mit der deutschen Countryband zunächst ein Demoband im Maschener Studio und präsentierte es erfolglos mehreren Plattenfirmen. Telefunken bot schließlich der Gruppe 1973 einen Plattenvertrag. Die ersten LPs enthielten noch englischsprachige Titel. Menke brachte die Gruppe dann 1977 auf die Idee, deutschsprachige Countrymusik zu präsentieren. Ergebnis war die LP Zuhause (August 1977, veröffentlicht im Oktober 1977), von der 150.000 Exemplare umgesetzt wurden. Erster Single-Hit hieraus war Die Frau mit dem Gurt (September 1977, Rang 27 der deutschen Hitparade). Weitere LPs wie Auf Achse (Juni–Juli 1978, veröffentlicht Oktober 1978), Bitte recht freundlich (Oktober 1979), und Truck Stopp (Oktober 1990) folgten. Im Hit Der wilde wilde Westen (April 1980, Rang 5) wird Menkes Tonstudio im Refrain erwähnt:

„Der wilde, wilde Westen

Fängt gleich hinter Hamburg an

In einem Studio in Maschen

Gleich bei der Autobahn“

Joe Menke war mitverantwortlich für den Erfolg der Band, die nach über 20 Jahren im Mai 1995 zu einem anderen Tonstudio wechselte, als Menke sich aus Altersgründen zurückzog.

## Rückzug und Tod
Joe Menke, inzwischen 70 Jahre alt, teilte 1995 mit, dass er sich aus dem Musikgeschäft zurückziehen werde. Die Produzentenrolle bei Truck Stop übernahm sein langjähriger Toningenieur Volker Heintzen. Sohn Alexander Menke (* 1967) führt das Maschener Studio fort. Joe Menke verstarb am 6. Februar 2001 an einem Gehirnschlag.